# Серхіо Лопес Міро
Серхіо Лопес Міро (ісп. Sergio López Miró, 15 серпня 1968) — іспанський плавець.
Призер Олімпійських Ігор 1988 року, учасник 1992 року.
Призер Чемпіонату світу з водних видів спорту 1993 року.
Призер Чемпіонату Європи з водних видів спорту 1991 року.